# Antimension

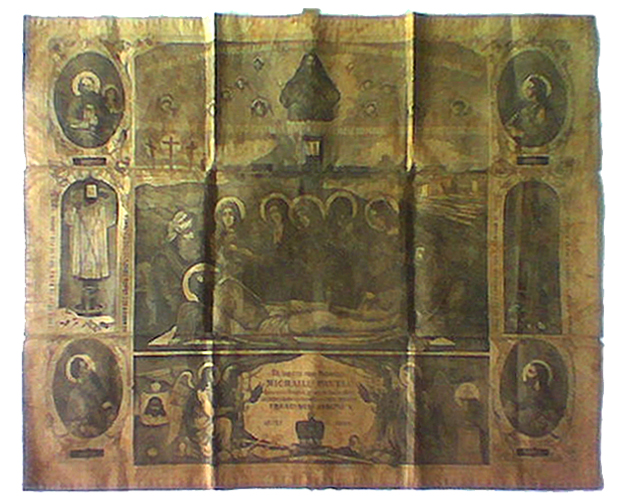
Rumänisches Antimension von 1890 aus Oradea

Das Antimension (altgriechisch Ἀντιμήνσιον Antiménsion ‚anstelle des Altars‘; kirchenslawisch антиминс antimins) ist das wichtigste Altartuch der orthodoxen Kirchen und der katholischen Ostkirchen. Es steht im Byzantinischen Ritus in der Tradition des frühchristlichen Märtyrergrabs, ähnlich dem Altarstein der Westkirche. Im Antimension ist die Reliquie eines Heiligen eingenäht. Ohne ein Antimension kann keine göttliche Liturgie gefeiert werden und eine Liturgie darf nur auf einem Antimension gefeiert werden. Allegorische Liturgieerklärungen deuten es als Leichentuch und als Hinweis auf die Auferstehung Jesu Christi.

## Beschreibung

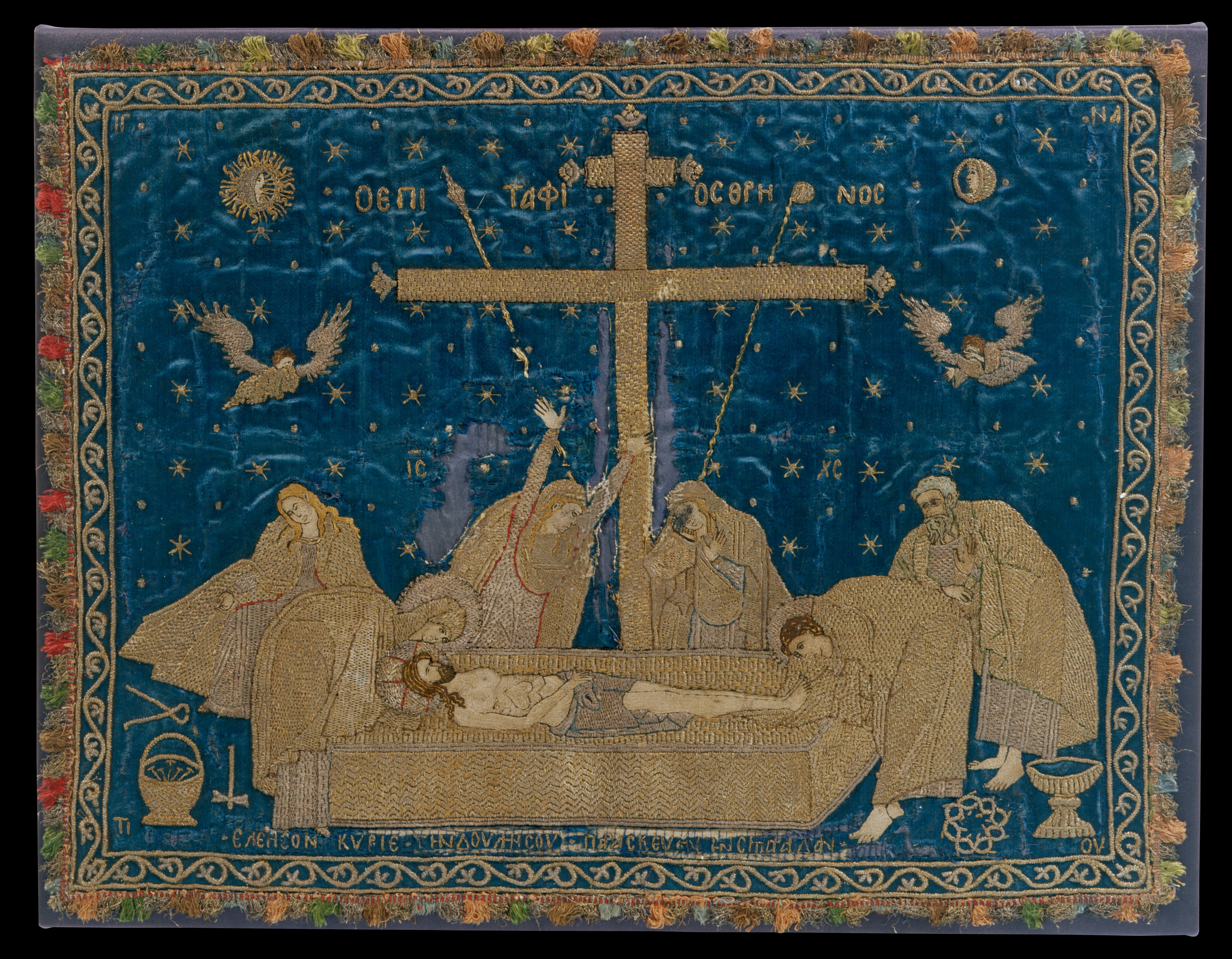
Mit dem Grablegungsmotiv besticktes Antimension (16. Jahrhundert)

Das Antimension ist ein rechteckiges, annähernd quadratisches Tuch aus Leinen oder Seide, auf das bei der Feier der Göttlichen Liturgie Kelch und Diskos gestellt werden. Es ist oft mit Seide gefüllt und bemalt oder bestickt. Ein häufiges Bildmotiv dafür ist die auch von Ikonen bekannte Grablegung Jesu. In seinen Ecken oder im oberen mittleren Bereich sind Reliquien eingenäht, in den Ecken sind oft die Namen, die Bilder oder die Symbole der vier Evangelisten dargestellt: ein Stier (Lukas), ein Löwe (Markus), ein Mensch (Matthäus) und ein Adler (Johannes).
Für eine gültige Liturgiefeier muss ein Antimension auf dem Altar oder auch auf einem anderen Tisch liegen. Auf dem Antimension befindet sich während der Liturgie ein kleiner Schwamm, mit dem kleinere Partikel des geweihten Brotes vom Diskos in den Kelch gewischt werden können. Das Antimension liegt gewöhnlich zusammengefaltet – in ein schmuckloses Seiden- oder Leinentuch (Eilētón oder iliton) gehüllt – auf dem Altartisch. Über dem gefalteten Antimension liegt das Evangeliar. Zu Beginn des Cherubim-Hymnos (Cherubikon) während der Göttlichen Liturgie wird das Antimension entfaltet und später in besonderer Weise wieder zusammengelegt und in das Iliton gehüllt.
Bei der Kirchweihe durch den Bischof wird das Antimension mit dem ganzen Kirchengebäude und dem Altartisch zusammen geweiht. Es wird von dem weihenden Bischof – meist in der rechten unteren Ecke – unterschrieben, wobei Datum und Ort der Weihe angegeben wird, ferner für welche Kirche es bestimmt war.

## Geschichte
Die Ursprünge des Antimension liegen im ersten christlichen Jahrtausend, als Missionare und umherreisende Priester es mit sich führten, um auch an ungeweihten Orten die Liturgie feiern zu können. Nachdem das Siebte Ökumenische Konzil 787 bestimmt hatte, dass die Göttliche Liturgie ausschließlich auf einem kanonisch geweihten Altar gefeiert werden durfte, kamen Zweifel auf, ob angesichts der zu jener Zeit häufigen Schismen und Häresien ein bestimmter Altar oder eine bestimmte Kirche überhaupt von einem rechtmäßigen Bischof oder in kanonischer Weise geweiht war. Dieser Schwierigkeit entging man, indem man bei jeder Göttlichen Liturgie ein Antimension verwendete, denn zumindest dieses war kanonisch geweiht. 1675 bestimmte die russisch-orthodoxe Kirche, dass unter ihrer Jurisdiktion keine Göttliche Liturgie ohne Antimension gefeiert werden durfte.

## Römisch-katholische Kirche
Die römisch-katholische Kirche, in der bis zum Zweiten Vatikanischen Konzil ebenfalls die Zelebration der heiligen Messe über im Altar eingelassenen Reliquien verpflichtend war, erlaubte seit dem Zweiten Weltkrieg Militärpfarrern, bei Messfeiern außerhalb fester Kirchen statt eines Altarsteins ein textiles Antimensium mit eingenähten Reliquien nach dem Vorbild der orthodoxen Kirchen zu benutzen, auf das dann das Korporale gelegt wurde. Dies galt auch für Soldaten, die Priester waren, bei privater Zelebration. Nach dem Krieg gehörte das Antimensium zur notwendigen Ausstattung für den „Messkoffer“ zur Zelebration in der Diaspora, in Kleingruppenmessen oder Zeltlagern.